# Хееринген, Йозиас фон
Йозиас фон Хееринген (нем. Josias von Heeringen; 9 марта 1850, Кассель — 9 октября 1926, Берлин) — немецкий военный деятель, генерал-полковник.

## Биография
Родился в Касселе в 1850 году .
Свою военную карьеру начал в 1867 году. Через три года участвовал во франко-прусской войне. В 1892 году его назначили начальником отдела в Генеральном штабе, в 1895 году ушёл с этой должности. В 1898 году получил звание генерал-майора.
В 1901 году был произведён в генерал-лейтенанты, а через два года назначен начальником 22-й дивизии. С 1909 по 1913 год был военным министром Пруссии.
В Первую мировую войну был назначен командиром седьмой армии. С этой армией он защитил Эльзас от французских войск в битве при Мюлузе, за это был награждён орденом Pour le Mérite. В 1918 году ушёл в отставку. Умер в Берлине в 1926 году.